# Henning Hamilton
Henning Ludvig Hugo Hamilton (født 16. januar 1814 i Stockholm, død 15. januar 1886 i Amélie-les-Bains i det franske departement Pyrénées-Orientales) var en svensk greve og politiker.
Fra en militær baggrund kom han i kontakt med hoffet og blev kammerherre hos prinserne Karl (den senere Karl XV) og Gustav. Hamilton var konservativ og forsvarede stænderrigsdagen, men støttede udbygningen af jernbanen. Hamilton havde en lang karriere, hvor han nåede at blive ecklesiastikminister (svarende til den danske kultusminister), landshövding, talsmand for Riddarhuset, og rigsdagssmedlem (1867-81). I 1860 gik Hamilton af som minister som følge af kongens uforsigtige udtalelser under statholderstriden. Som gesandt i København 1861-64 forsøgte han forgæves at få Sverige til at støtte Danmark mod Tyskland i tiden op mod 2. Slesvigske Krig. Karl 15. havde lovet at stille med en hær på 20.000 soldater og sendte gesandter til London, Paris og St. Petersborg for at skabe opbakning til en europæisk aktion mod Østrig - Preussen. Da ingen af disse ville afgive bindende tilsagn om støtte til Danmark, blev han af sit ministerium tvunget til at udsætte beslutningen om at gå ind i krigen. Hamilton, der havde lovet den danske regering Sveriges støtte, søgte straks sin afsked, da han følte sin ære krænket.
I 1881 stod han på magtens tinde som universitetskansler, sekretær i Svenska Akademien, bestyrelsesformand i Enskilda Banken og godsejer, men frasagde sig alle poster og hverv, da han havde forfalsket sin nevøs underskrift på veksler, muligvis for at dække spillegæld. Nevøen valgte at stå inde for for Hamiltons gæld, men karrieren var ødelagt, og Hamilton drog i landflygtighed i Frankrig, hvor han døde i 1886.